# Локтевая мышца
Локтевая мышца (лат. Musculus anconeus) — небольшая пирамидальная мышца, являющаяся как бы продолжением медиальной головки трёхглавой мышцы плеча. Начинается от латерального надмыщелка плечевой кости и от лучевой коллатеральной связки. Прикрепляется к задней поверхности локтевого отростка, срастаясь с капсулой локтевого сустава.

## Функция
Разгибает предплечье в локтевом суставе.